# Dicranomyia kandybinae
Dicranomyia kandybinae là một loài ruồi trong họ Limoniidae. Chúng phân bố ở miền Cổ bắc.